# Leichtathletik-Weltmeisterschaften 2013/Diskuswurf der Frauen

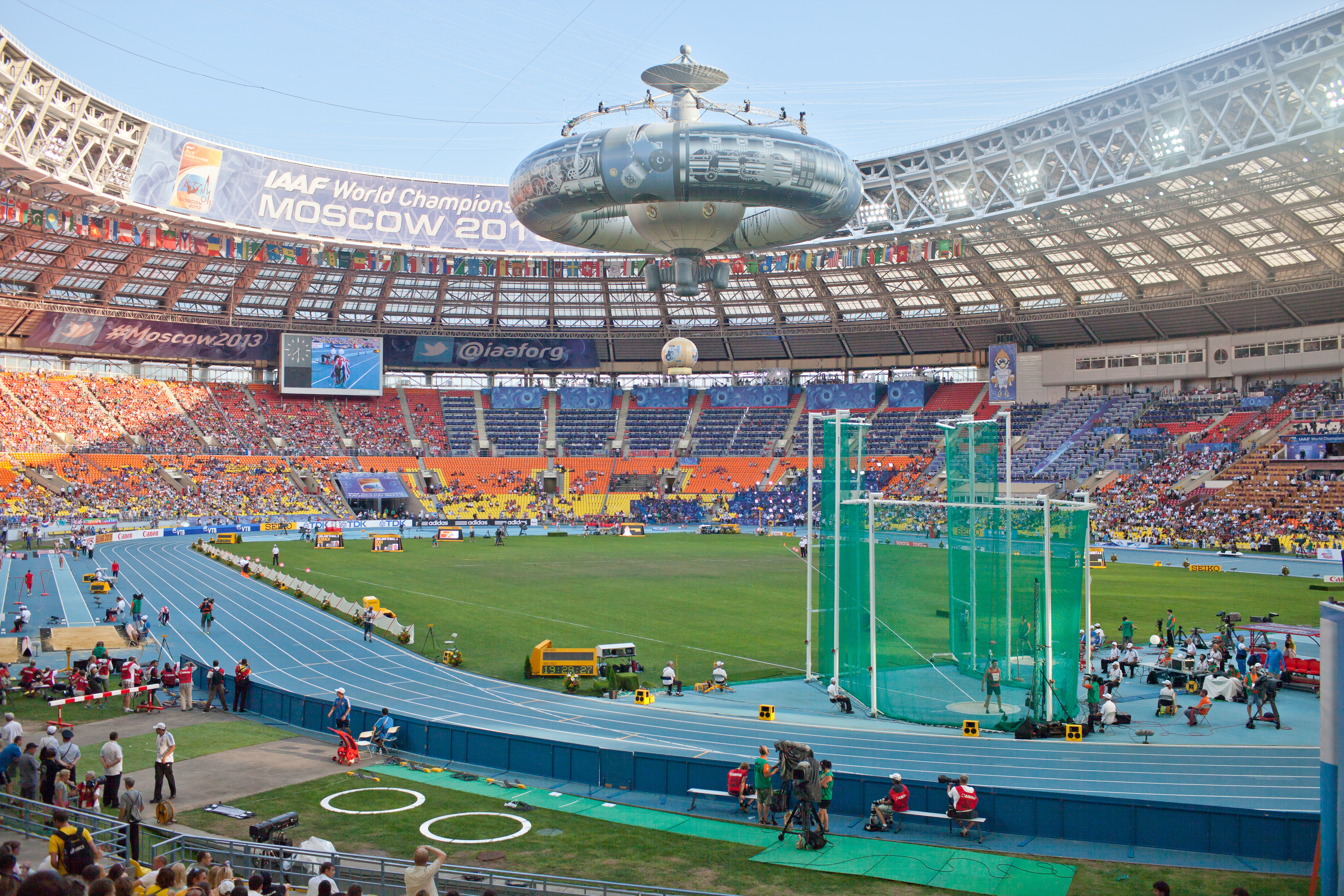
Das Olympiastadion Luschniki während der Weltmeisterschaften

Der Diskuswurf der Frauen bei den Leichtathletik-Weltmeisterschaften 2013 wurde am 10. und 11. August 2013 im Olympiastadion Luschniki der russischen Hauptstadt Moskau ausgetragen.
Weltmeisterin wurde die aktuelle Olympiasiegerin und zweifache Europameisterin (2010/2012) Sandra Perković aus Kroatien. Mit neuem Landesrekord belegte die Französin Mélina Robert-Michon den zweiten Platz. Bronze ging an die zweifache Vizeweltmeisterin (2007 2009), WM-Dritte von 2011 und Olympiadritte von 2012 Yarelys Barrios aus Kuba. Sie hatte außerdem bei den Karibikmeisterschaften 2008 sowie 2009 Gold und 2006 Silber gewonnen.

## Bestehende Rekorde
| Weltrekord | 76,80 m | Gabriele Reinsch | Neubrandenburg, DDR (heute Deutschland) | 9. Juli 1988    |
| WM-Rekord  | 71,62 m | Martina Hellmann | WM 1987 in Helsinki, Finnland           | 31. August 1987 |

Der bereits seit 1987 bestehende WM-Rekord wurde auch bei diesen Weltmeisterschaften bei Weitem nicht erreicht. Der beste Wurf – Weltmeisterin Sandra Perković im Finale mit 67,99 m – lag um 3,63 m unter dieser Marke.

## Doping
Disqualifiziert wurde die in der Qualifikation ausgeschiedene Russin Wera Ganejewa. Sie wurde außerdem für zwei Jahre gesperrt, nachdem sie gemeinsam mit vier weiteren betroffenen Sportlern ihren Dopingverstoß zugegeben hatte.

## Legende
Kurze Übersicht zur Bedeutung der Symbolik – so üblicherweise auch in sonstigen Veröffentlichungen verwendet:
| – | verzichtet |
| x | ungültig   |

## Qualifikation
26 Teilnehmerinnen traten in zwei Gruppen zur Qualifikationsrunde an. Die Qualifikationsweite für den direkten Finaleinzug betrug 63,00 m. Sechs Athletinnen übertrafen diese Marke (hellblau unterlegt). Das Finalfeld wurde mit den sechs nächstplatzierten Sportlerinnen auf zwölf Werferinnen aufgefüllt (hellgrün unterlegt). So mussten schließlich 60,14 m für die Finalteilnahme erbracht werden.

### Gruppe A

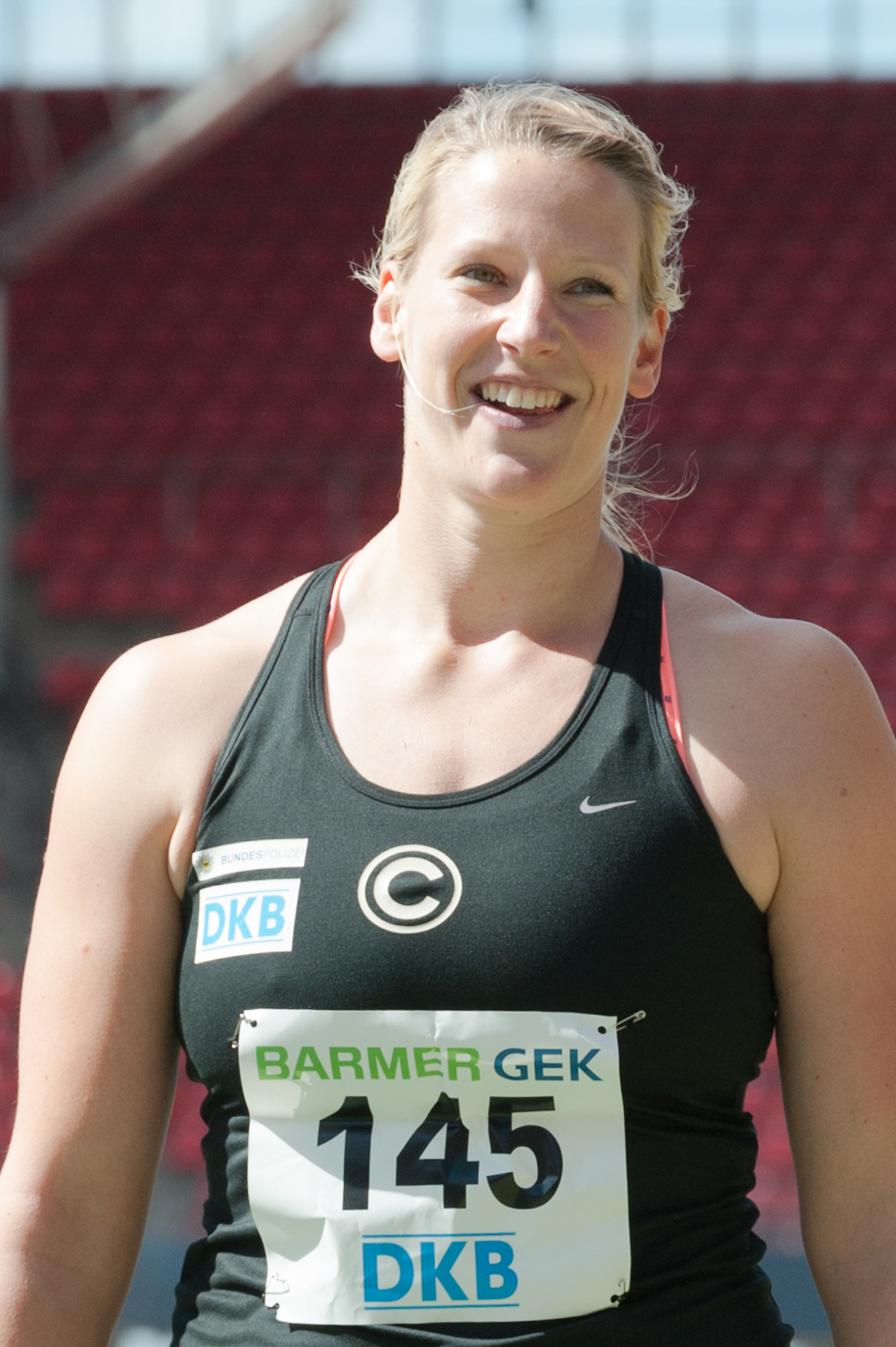
Julia Fischer, später Julia Harting – ausgeschieden in Gruppe A als Fünfte mit 60,09 m

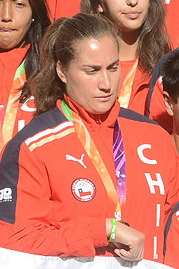
Karen Gallardo – ausgeschieden als Siebte der Gruppe A mit 57,03 m

10. August 2013, 9:30 Uhr
| Platz | Name                   | Nation              | Resultat (m) | 1. Versuch (m) | 2. Versuch (m) | 3. Versuch (m) |
| 1     | Zinaida Sendriūtė      | Litauen             | 64,16        | 64,16          | –              | –              |
| 2     | Yarelys Barrios        | Kuba                | 63,63        | 63,63          | –              | –              |
| 3     | Mélina Robert-Michon   | Frankreich          | 63,16        | 63,16          | –              | –              |
| 4     | Denia Caballero        | Kuba                | 60,14        | 60,14          | 58,48          | x              |
| 5     | Julia Fischer          | Deutschland         | 60,09        | 56,77          | 60,09          | x              |
| 6     | Dragana Tomašević      | Serbien             | 58,79        | 57,58          | 58,70          | 58,79          |
| 7     | Karen Gallardo         | Chile               | 57,03        | x              | 53,10          | 57,03          |
| 8     | Swetlana Saikina       | Russland            | 56,62        | 56,62          | x              | x              |
| 9     | Liz Podominick         | USA                 | 56,41        | 56,41          | x              | x              |
| 10    | Whitney Ashley         | USA                 | 44,60        | 44,60          | x              | x              |
| NM    | Gu Siyu                | Volksrepublik China | ogV          | x              | x              | x              |
| NM    | Fernanda Raquel Borges | Brasilien           | ogV          | x              | x              | x              |
| DOP   | Wera Ganejewa          | Russland            | 58,37        | 58,37          | 55,23          | x              |

### Gruppe B
10. August 2013, 10:50 Uhr
| Platz | Name                | Nation              | Resultat (m) | 1. Versuch (m) | 2. Versuch (m) | 3. Versuch (m) |
| 1     | Sandra Perković     | Kroatien            | 63,62        | 63,62          | –              | –              |
| 2     | Tan Jian            | Volksrepublik China | 63,21        | 62,57          | 63,21          | –              |
| 3     | Nadine Müller       | Deutschland         | 63,16        | 63,16          | –              | –              |
| 4     | Dani Samuels        | Australien          | 62,85        | 62,73          | 62,51          | 62,85          |
| 5     | Żaneta Glanc        | Polen               | 61,62        | 61,30          | 61,62          | 59,21          |
| 6     | Rocío Comba         | Argentinien         | 61,54        | 61,54          | 59,51          | x              |
| 7     | Gia Lewis-Smallwood | USA                 | 61,30        | x              | 61,30          | 57,56          |
| 8     | Yaimé Pérez         | Kuba                | 60,33        | 59,38          | 57,26          | 60,33          |
| 9     | Jekaterina Strokowa | Russland            | 57,85        | 57,85          | x              | 53,24          |
| 10    | Irina Rodrigues     | Portugal            | 57,64        | 57,64          | 55,47          | 54,09          |
| 11    | Su Xinyue           | Volksrepublik China | 56,87        | 54,14          | 54,76          | 56,87          |
| 12    | Nicoleta Grasu      | Rumänien            | 56,31        | x              | 55,88          | 56,31          |
| 13    | Natalija Semenowa   | Ukraine             | 55,79        | x              | 55,79          | x              |

In Gruppe B ausgeschiedene Diskuswerferinnen:

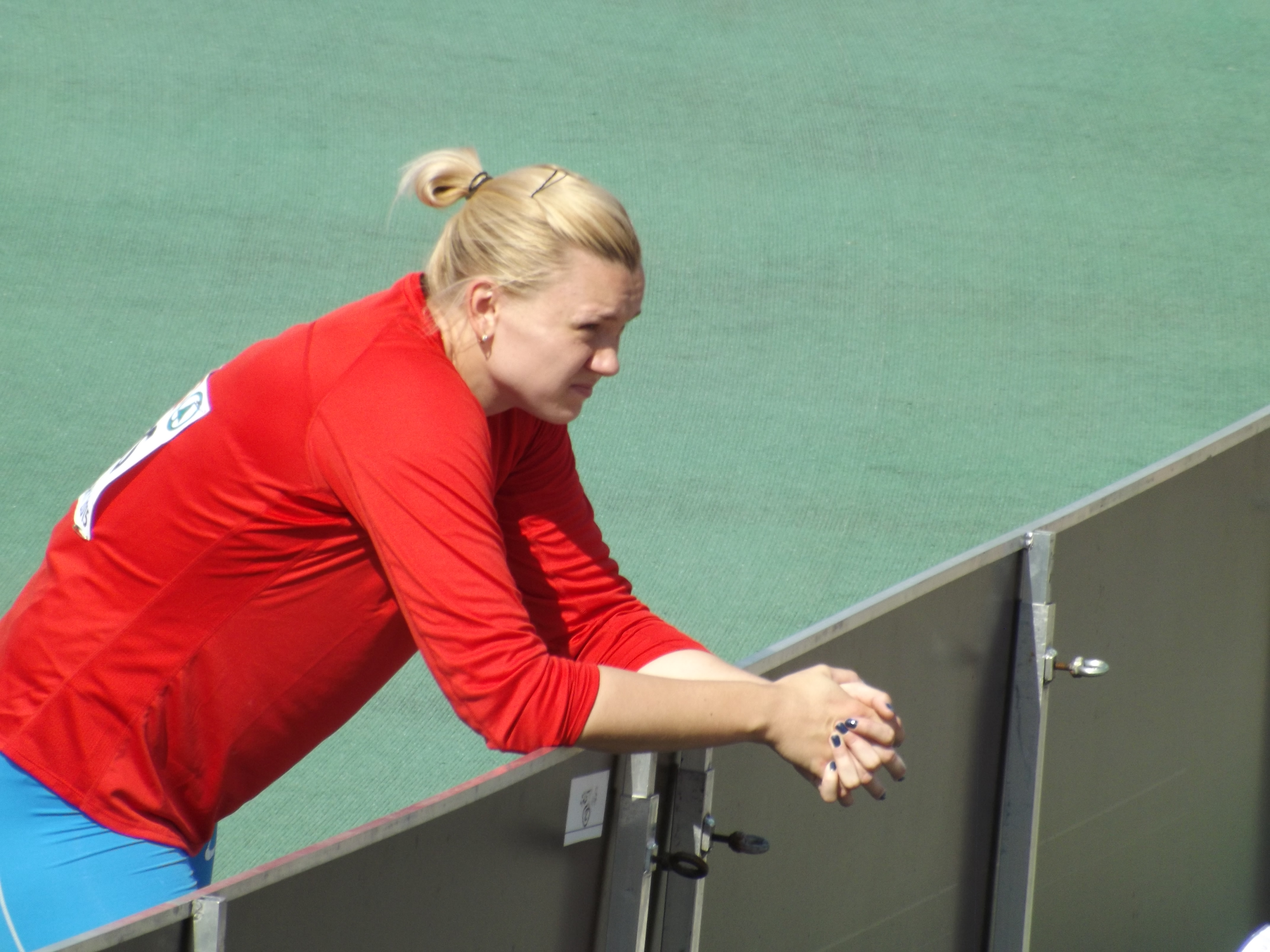
Jekaterina Strokowa Rang neun mit 57,85 m
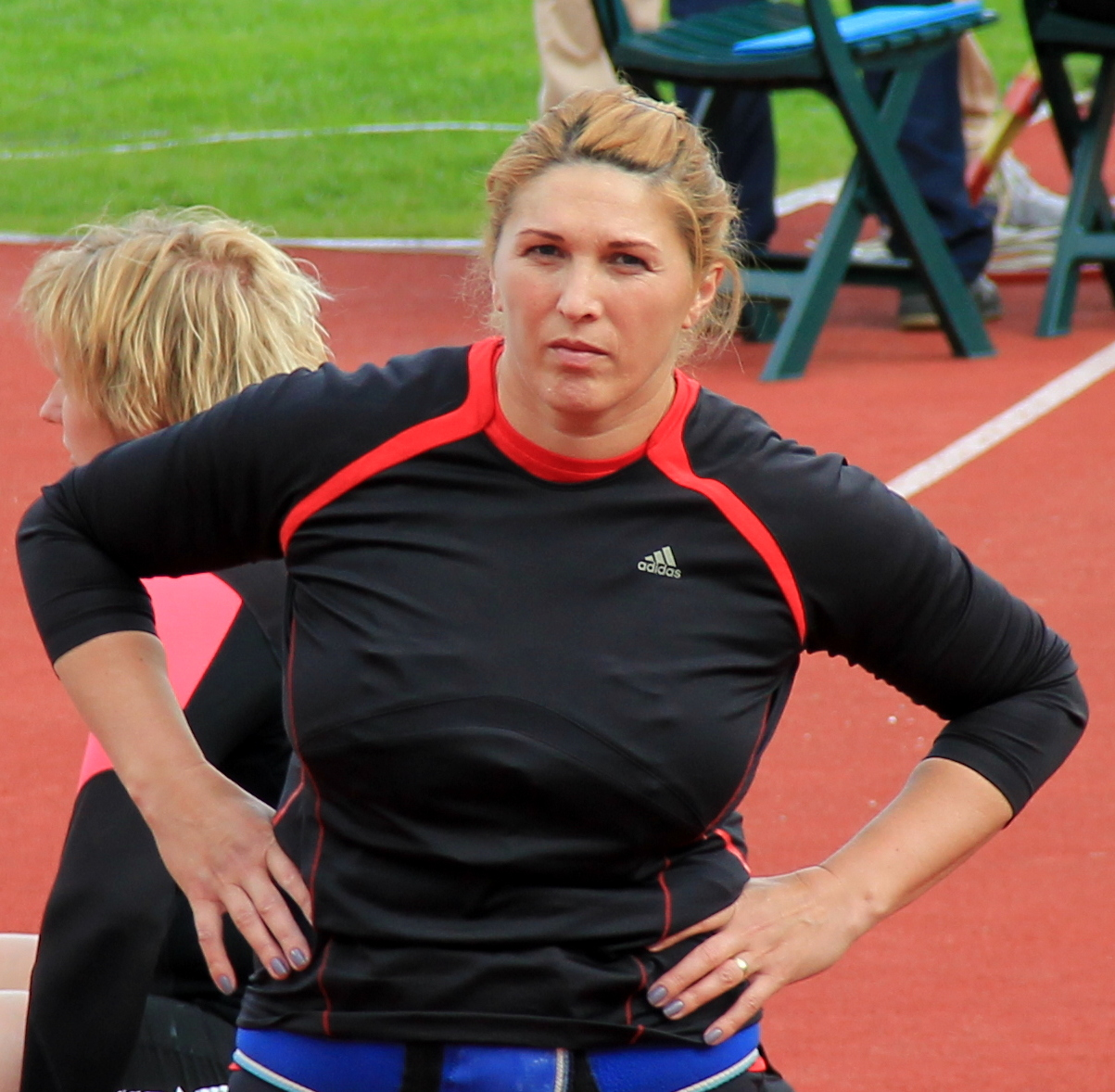
Nicoleta Grasu, unter anderem Vizeweltmeisterin von 2001 und 1999, 2007 sowie 2009 jeweils WM-Dritte – Rang zwölf mit 56,31 m
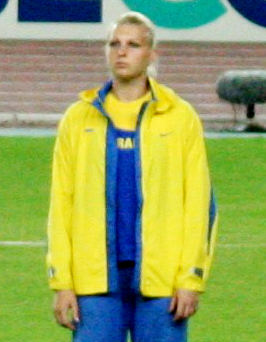
Natalija Semenowa, EM-Dritte von 2012 – Rang dreizehn mit 55,79 m

## Finale
11. August 2013, 20:15 Uhr
| Platz | Name                 | Nation              | Resultat (m) | 1. Versuch (m) | 2. Versuch (m) | 3. Versuch (m) | 4. Versuch (m)                              | 5. Versuch (m)                              | 6. Versuch (m)                              |
| 1     | Sandra Perković      | Kroatien            | 67,99        | 67,52          | 67,99          | x              | 67,80                                       | x                                           | x                                           |
| 2     | Mélina Robert-Michon | Frankreich          | 66,28 NR     | 62,53          | 61,77          | 65,08          | 65,13                                       | x                                           | 66,28                                       |
| 3     | Yarelys Barrios      | Kuba                | 64,96        | 64,96          | 63,99          | x              | 62,77                                       | 61,28                                       | 63.33                                       |
| 4     | Nadine Müller        | Deutschland         | 64,47        | 64,12          | 64,47          | x              | x                                           | 61,92                                       | 63,22                                       |
| 5     | Gia Lewis-Smallwood  | USA                 | 64,23        | 57,21          | 61,66          | 62,71          | 64,23                                       | x                                           | 61,10                                       |
| 6     | Tan Jian             | Volksrepublik China | 63,34        | x              | 63,16          | 61,69          | 63,34                                       | x                                           | 61,47                                       |
| 7     | Żaneta Glanc         | Polen               | 62,90        | 59,80          | 62,90          | x              | 61.27                                       | x                                           | x                                           |
| 8     | Denia Caballero      | Kuba                | 62,80        | 62,80          | 59,80          | 60,16          | 61,43                                       | x                                           | 62,49                                       |
| 9     | Zinaida Sendriūtė    | Litauen             | 62,54        | 61,87          | 62,54          | 61,44          | nicht im Finale der besten acht Werferinnen | nicht im Finale der besten acht Werferinnen | nicht im Finale der besten acht Werferinnen |
| 10    | Dani Samuels         | Australien          | 62,42        | 59,17          | 62,42          | x              | nicht im Finale der besten acht Werferinnen | nicht im Finale der besten acht Werferinnen | nicht im Finale der besten acht Werferinnen |
| 11    | Yaimé Pérez          | Kuba                | 62,39        | x              | 62,39          | 60,16          | nicht im Finale der besten acht Werferinnen | nicht im Finale der besten acht Werferinnen | nicht im Finale der besten acht Werferinnen |
| 12    | Rocío Comba          | Argentinien         | 59,83        | 59,83          | x              | 58,32          | nicht im Finale der besten acht Werferinnen | nicht im Finale der besten acht Werferinnen | nicht im Finale der besten acht Werferinnen |

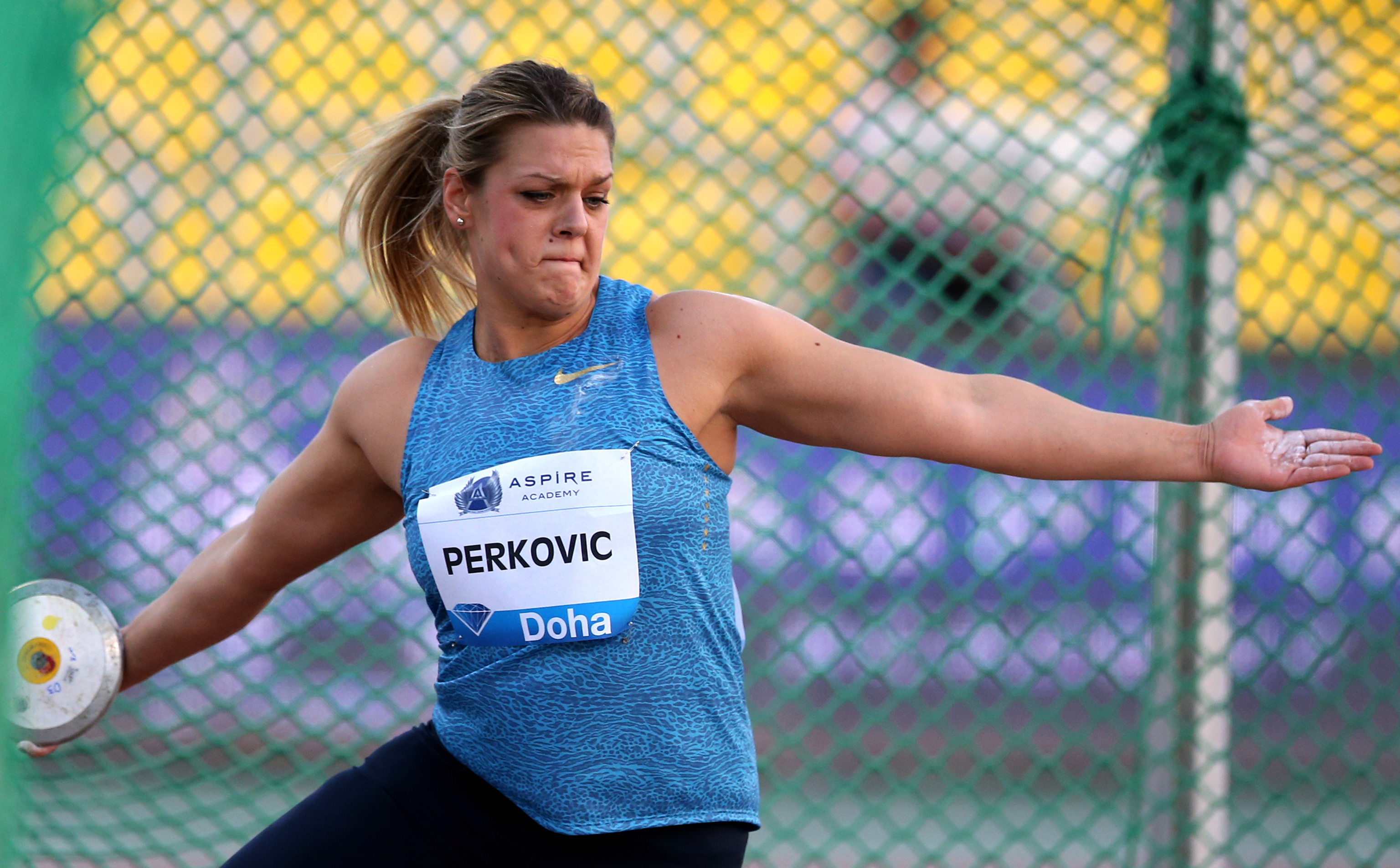
Sandra Perković – aktuelle Olympiasiegerin, zweifache Europameisterin (2010/2012) und nun Weltmeisterin
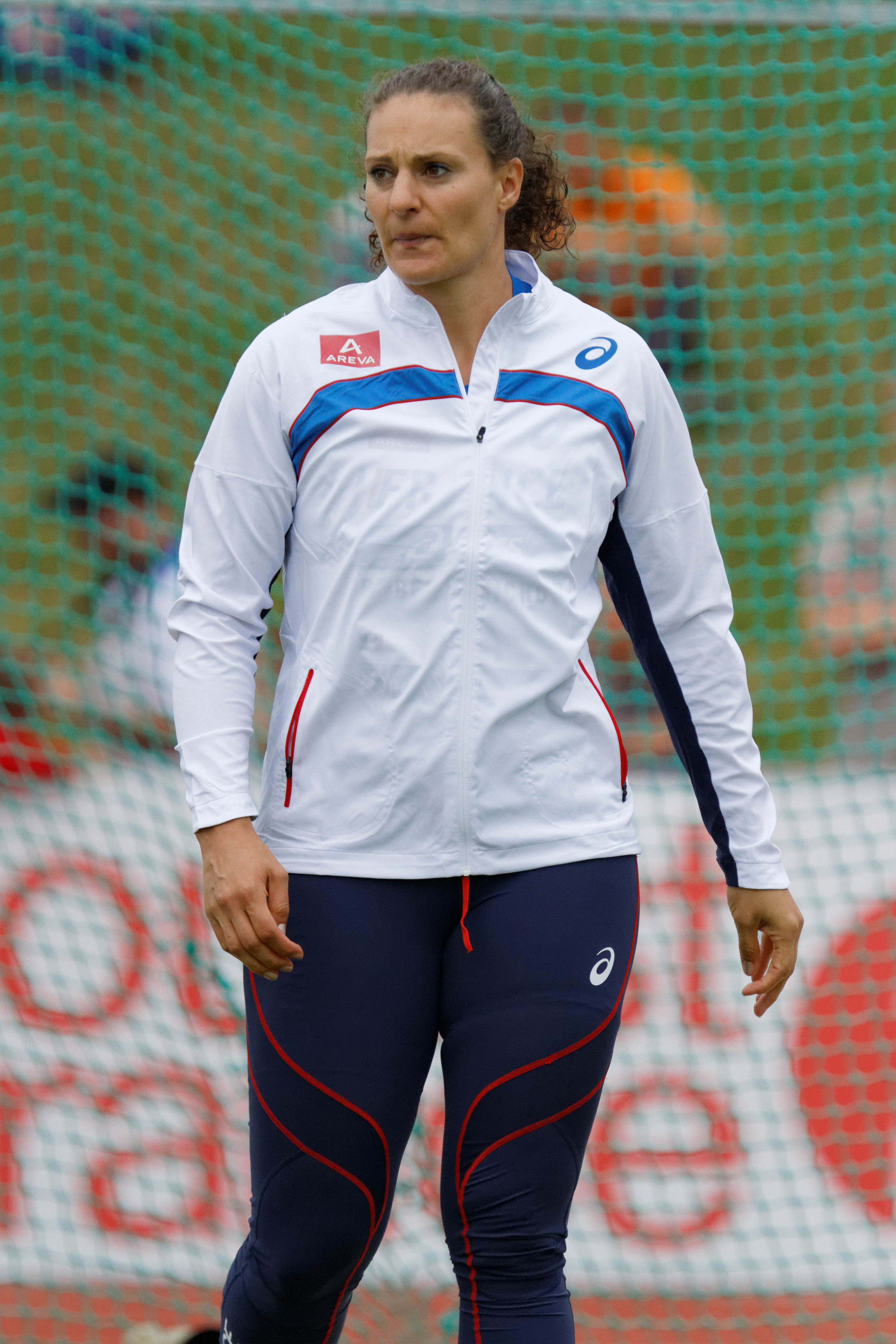
Vizeweltmeisterin mit französischem Landesrekord: Mélina Robert-Michon
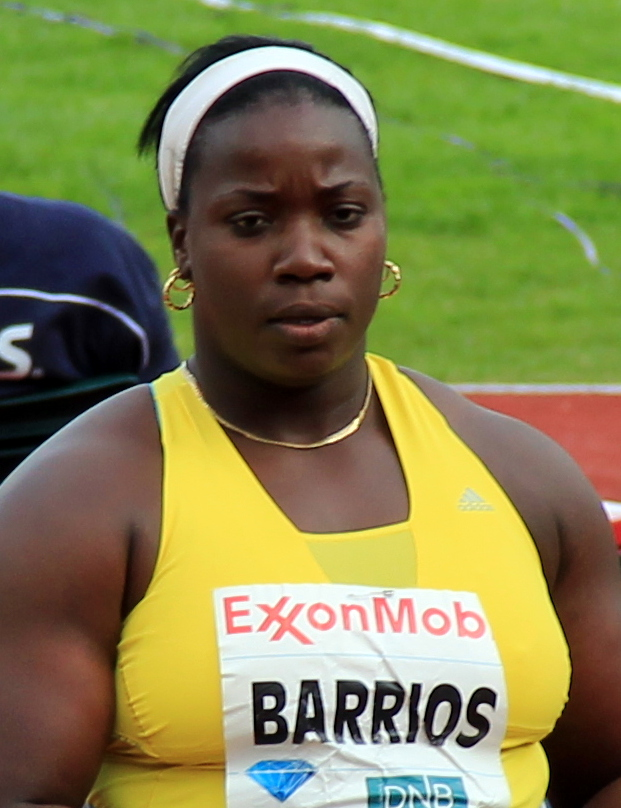
Bronze wie 2011 gab es für die zweifache Vizeweltmeisterin (2007/2009) und Olympiadritte von 2012 Yarelys Barrios
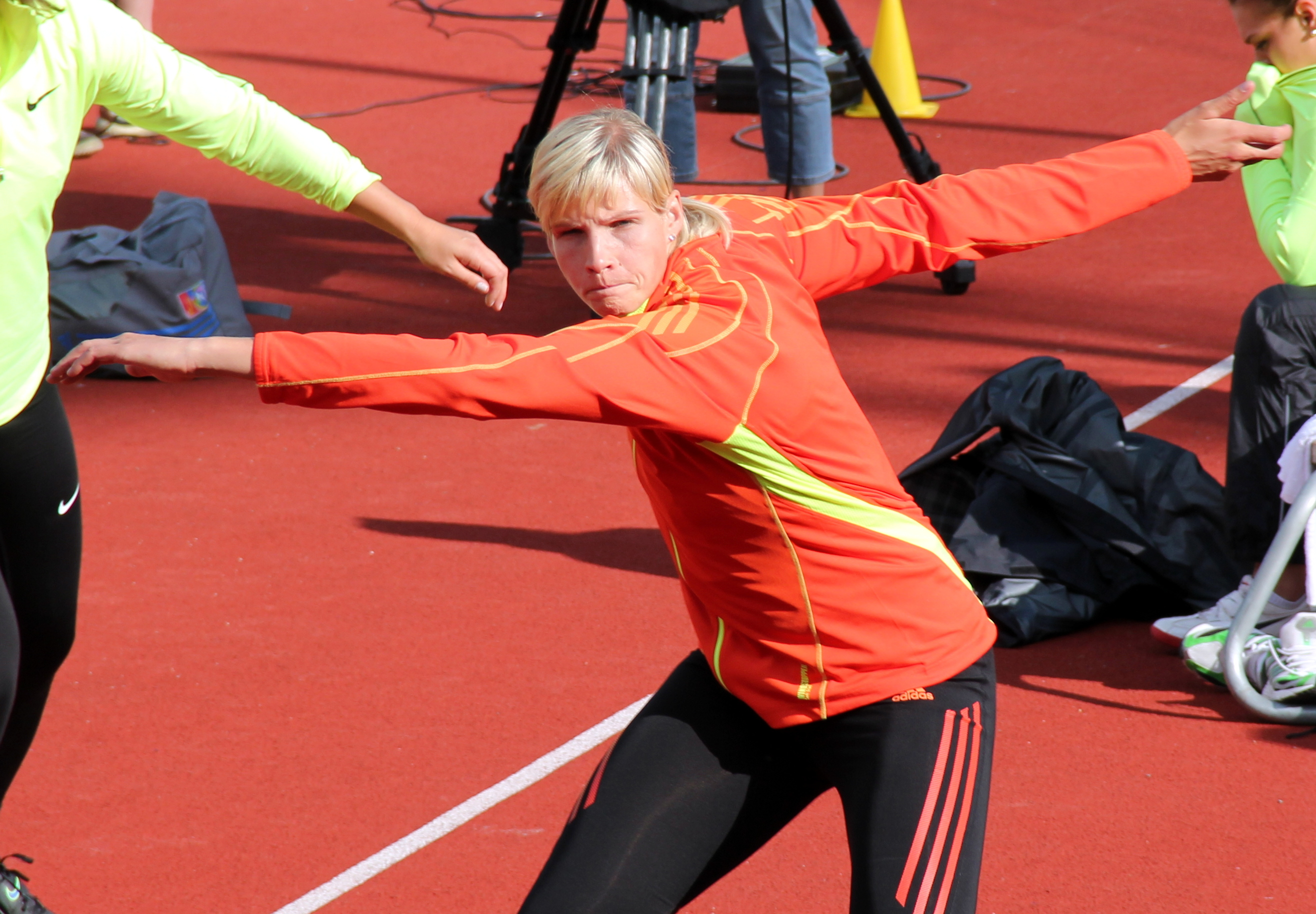
Nadine Müller, 2011 Vizeweltmeisterin und 2012 Vizeeuropameisterin, kam auf den vierten Platz
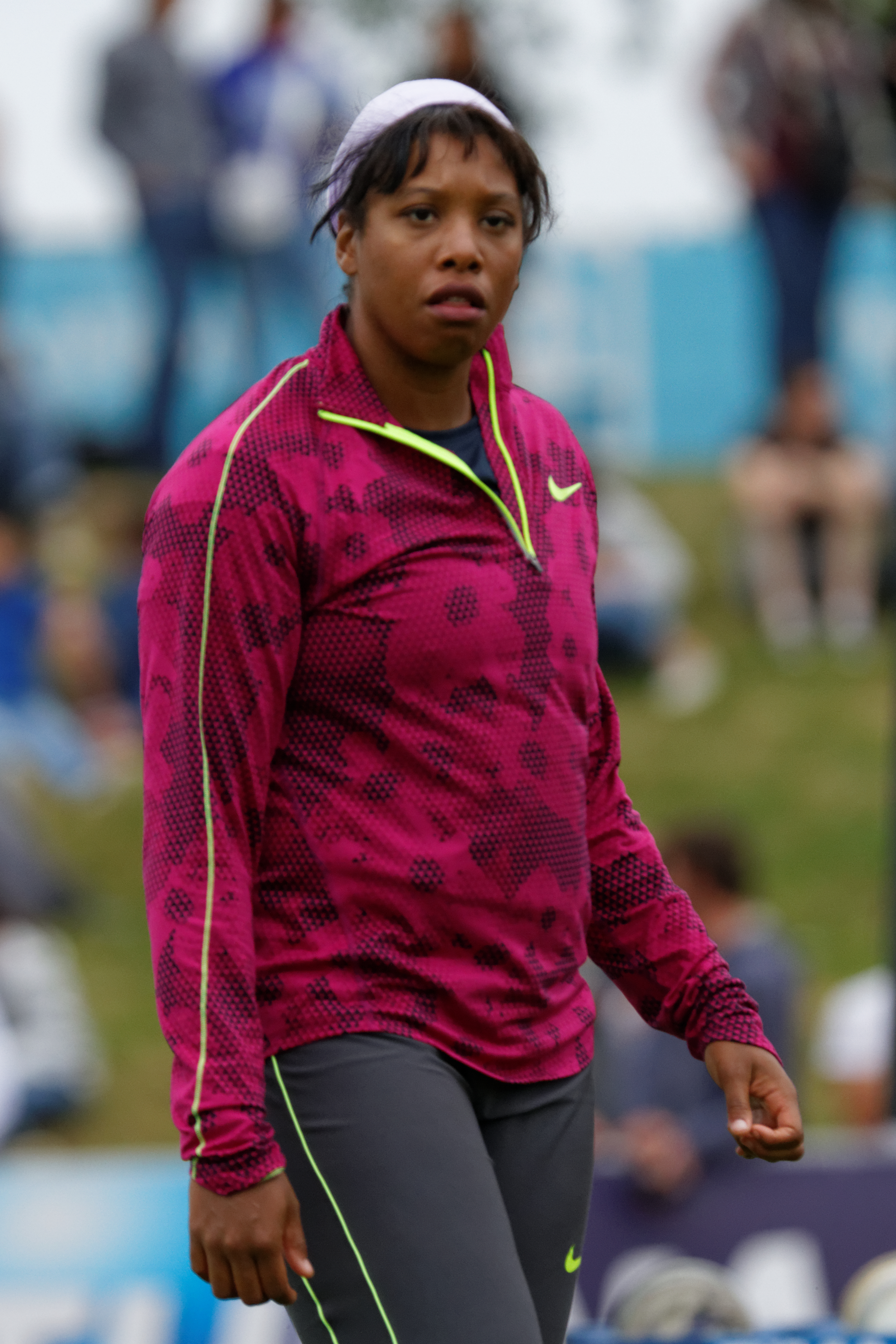
Gia Lewis-Smallwood belegte Rang fünf
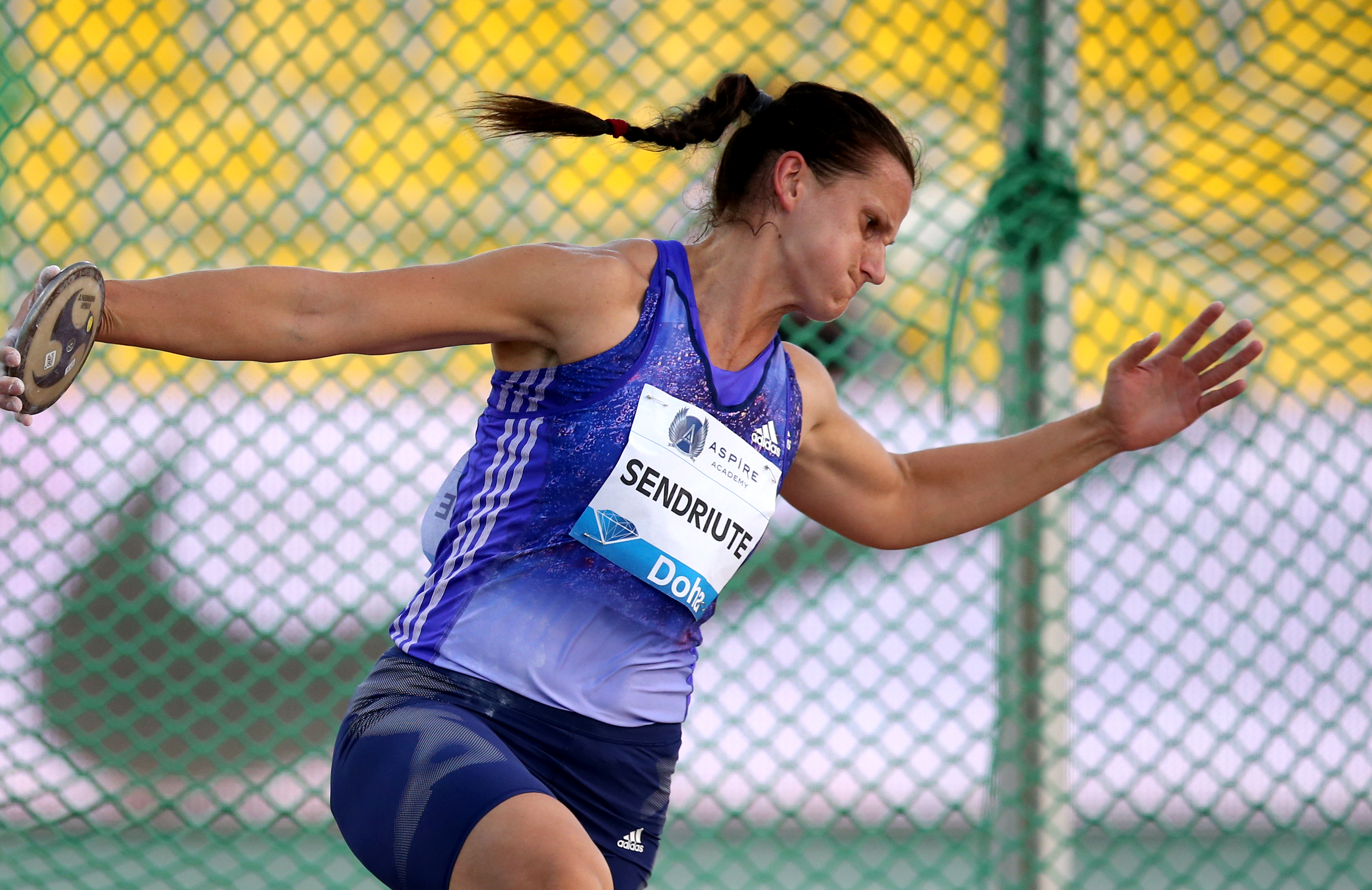
Die neuntplatzierte Zinaida Sendriūtė
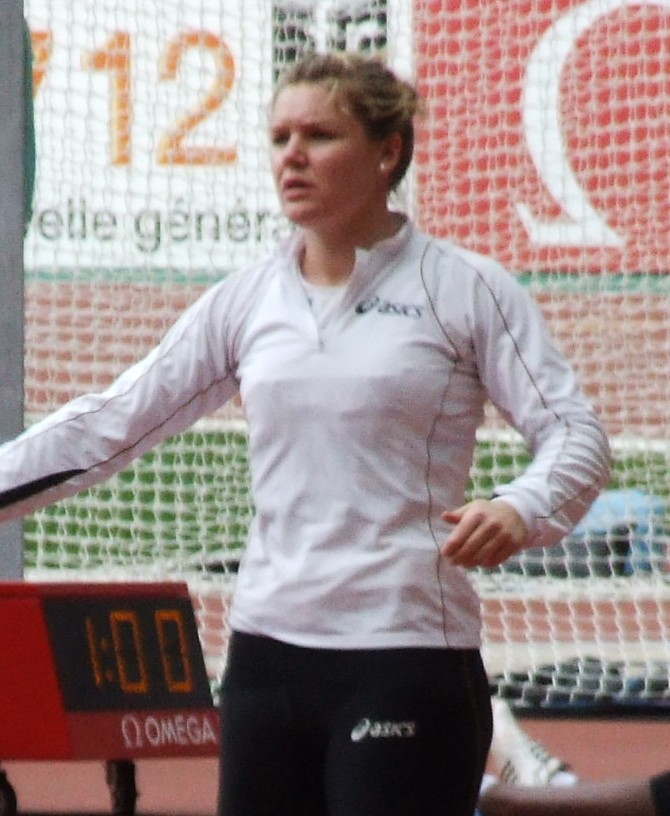
Dani Samuels. spätere Dani Stevens, Weltmeisterin von 2009, erreichte Platz zehn
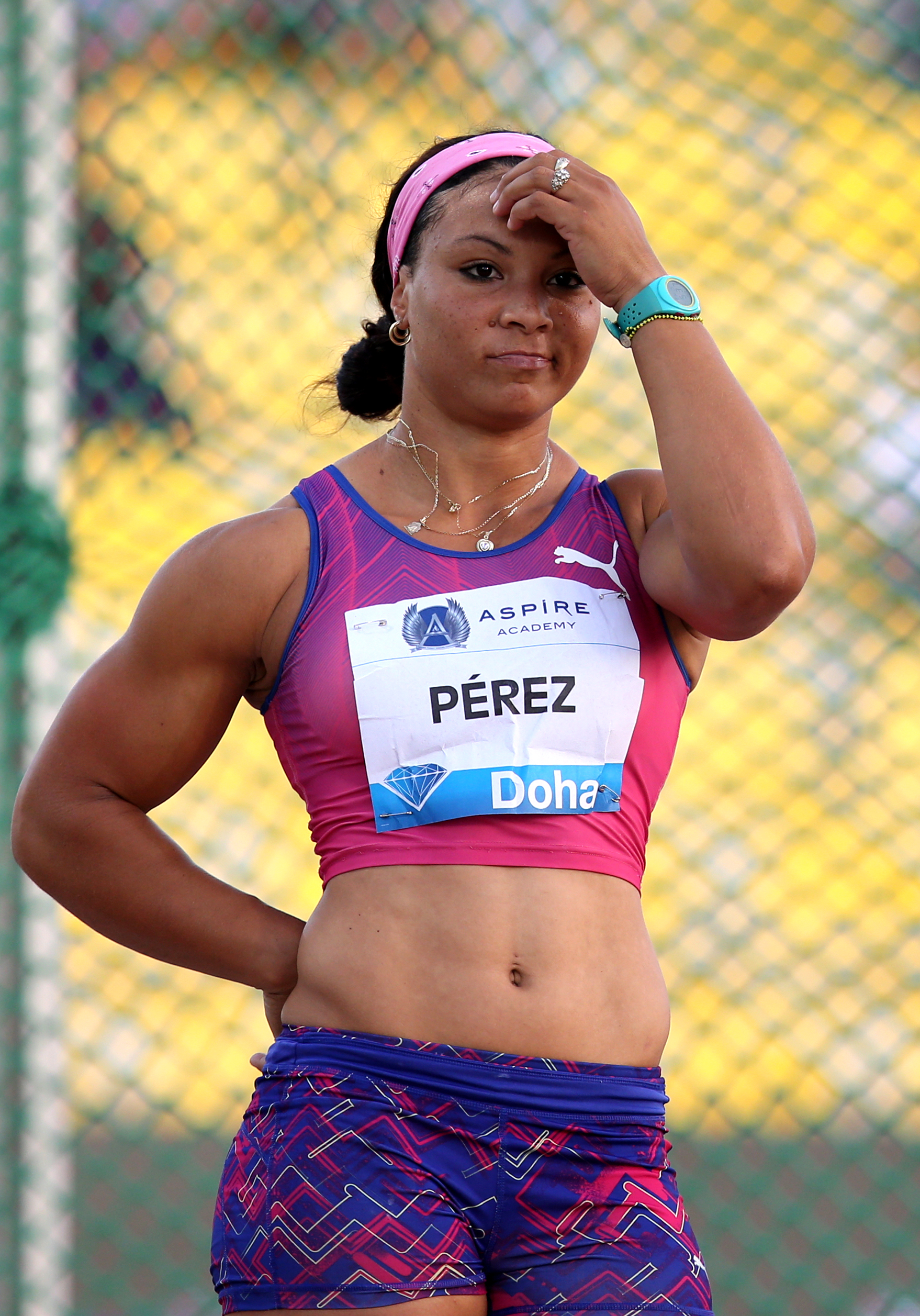
Rang zwölf für Rocío Comba

## Video
- Moscow 2013 - Discus Throw Women - Final, youtube.com, abgerufen am 7. Februar 2021